# Joahnys Argilagos
Joahnys Oscar Argilagos Perez (* 11. Januar 1997 in Camagüey) ist ein kubanischer Boxer im Halbfliegengewicht.

## Karriere
Argilagos ist rund 1,60 m groß, kommt aus Camagüey und begann 2007 mit dem Boxen. Bei den U17-Weltmeisterschaften 2013 in Kiew wurde er Weltmeister. 2014 gewann er mit vier Siegen die Kubanischen Jugendmeisterschaften und die Silbermedaille beim Pavlyukov Youth Tournament in Russland. Er war dabei im Finalkampf knapp mit 1:2 gegen Brendan Irvine ausgeschieden. 2015 nahm er für die kubanische Mannschaft an der World Series of Boxing teil und gewann sechs von neun Kämpfen.
2015 gewann Argilagos nach einer Finalniederlage gegen Joselito Velásquez, Mexiko (3:0), die Silbermedaille bei den Panamerikanischen Spielen in Toronto und die Goldmedaille bei den Panamerikameisterschaften in Venezuela, wobei er Velásquez diesmal schlagen konnte (3:0).
Im Oktober 2015 startete er als jüngster kubanischer Boxer bei den Weltmeisterschaften in Katar. Dort erreichte er nach Siegen über Samuel Carmona, Spanien (3:0), Brendan Irvine, Irland (3:0) und Dmytro Samotajew, Ukraine (3:0) das Finale, in welchem er Wassili Jegorow, Russland (3:0), besiegte. Mit diesem Erfolg qualifizierte sich Argilagos auch für die Olympischen Spiele 2016. Dort schlug er den Engländer Galal Yafai (2:1) und den Kenianer Peter Mungai (3:0), ehe er im Halbfinalkampf gegen den Kolumbianer Yuberjen Martínez (1:2) mit einer Bronzemedaille ausschied.
Bei den Panamerikameisterschaften 2017 gewann er die Silbermedaille. Bei den Weltmeisterschaften 2017 in Hamburg gewann er seine zweite WM-Goldmedaille mit einem Finalsieg gegen Hasanboy Doʻsmatov.